# Jordbävningen i Baihe 1964
(Stora) jordbävningen i Baihe 1964 (kinesiska: 1964年白河大地震; pinyin: 1964 nián Báihé dà dìzhèn) uppmättes till 6,3 ML, som inträffade klockan 20:04 (lokal tid) den 18 januari i Baihe stadsdel i Tainans län (senare del av Tainan City), Taiwan. Hypocentrum var på 20 kilometers djup. Jordbävningen dödade 106 personer, förstörde mer än 10 000 byggnader och orsakade en stor brand i Jiayi City. Det blev den dödligaste jordbävningen i Taiwan under 1900-talet fram till jordbävningen i Chichi 1999.

## Tekniska detaljer
Jordbävningen drabbade den tätbefolkade Chiayi-Tainan-slätten (Chianan Plain) i centrala-södra Taiwan. Epicentrum var nära staden Baihe, i nordöstra Tainans län. Det var det allvarligaste skalvet någonsin till följd av en bristning I Chukouförkastningen (kinesiska: 觸口斷層; pinyin: Chùkǒu duàncéng).

## Skador
Enligt Taiwans Zhōngyāng Qìxiàng Jú, blev skadorna :
- 106 döda
- 229 allvarligt skadade
- 421 lätt skadade
- 10 502 bostäder helt förstörda
- 25 818 bostäder delvis förstörda
- 682 offentliga byggnader helt förstörda
- 764 offentliga byggnader delvis förstörda

Reparationskostnaderna för offentliga byggnader uppskattades enbart i Tainans län till NT$ 191 miljoner (Nya Taiwandollar 1964).
Följderna av skalvet var beroende på markens beskaffenhet. På mjukare mark i Baihe och Dongshan, Tainan, klarade sig betongsbyggnader bättre än trähusen, medan det på hårdare mark i Nanxi och Yujing var tvärtom.
I Jiayi City var skadorna inte lika svåra, främst drabbades äldre, svagare trähus. Huvudorsaken till förstörelsen i Jiayi var branden som orsakades av skalvet. Risken för efterskalv ledde till att invånare och brandmän fruktade att ingripa, varför branden spreds tills den förstört 174 hushåll i centrala Jiayi.

## Reaktioner
Vid den här tiden fanns ingen officiell katastrofpolitik i Taiwan, katastrofhjälp och återuppbyggnad utfördes av militär och polis. Jordbävningen tvingade fram ett nytänkande, och följande år beslutades Standard Procedure for Natural Disaster Assistance av Taiwans provinsregering.

### Fotnoter
1. ↑  ”The Paleoseismological Study in Taiwan”. Central Geological survey, MOEA. http://cgsweb.moeacgs.gov.tw/result/Fault/web/english/teaching/2006poster/2006poster.htm. Läst 11 juni 2008. [död länk]
2. ↑  ”台灣地區之災害性地震”. National Central University. Arkiverad från originalet den 29 april 2008. https://web.archive.org/web/20080429100231/http://gis.geo.ncu.edu.tw/gis/eq/eqhazard.htm. Läst 11 juni 2008.
3. ↑  ”臺灣的地震與震災”. National Taiwan University. Arkiverad från originalet den 17 juni 2008. https://web.archive.org/web/20080617185154/http://volcano.gl.ntu.edu.tw/topic/taiwan_earthquake.htm. Läst 11 juni 2008.
4. 1 2 3 4 5  中央氣象局. ”Preface” (på kinesiska). 台灣地區十大災害地震圖集 (A Collection of Images of Ten Great Earthquake Disasters in the Taiwan Region). Central Weather Bureau. Arkiverad från originalet den 11 augusti 2009. https://www.webcitation.org/5iwNmJg6c?url=http://scman.cwb.gov.tw/eqv5/research/21vol/MOTC-CWB-87-E-11.pdf. Läst 8 augusti 2009 Arkiverad 26 augusti 2011 hämtat från the Wayback Machine.
5. ↑  Renny. ”白河地震 (The Baihe Earthquake)” (på kinesiska). 防災e學院. Arkiverad från originalet den 11 augusti 2009. https://www.webcitation.org/5ix0RBu1Z?url=http://61.56.4.48/pdf/earth_doc/012_4_006.pdf. Läst 8 augusti 2009.
6. ↑  Chen, Liang-Chun (12 mars 2006). ”The Evolution of the Natural Disaster Management System in Taiwan”. Journal of the Chinese Institute of Engineers "29" (4):  ss. 633–638. Arkiverad från originalet den 11 augusti 2009. https://www.webcitation.org/5ix0WSBux?url=http://www.ncdr.nat.gov.tw/eew/pdf/01_Liang-Chun. Läst 7 augusti 2009.